# Astolfo Romero (futbolista)
Astolfo Romero (Buenaventura, Valle del Cauca, 15 de diciembre de 1957) es un exfutbolista colombiano integrante de la selección resto del mundo que se enfrentó a la selección de Europa en 1982. Es el único jugador colombiano en haber hecho parte del mismo equipo de Pelé.

## Inicio y debut
Empezó su carrera deportiva jugando fútbol en los equipos de futbol aficionado Novatos kennedy súper 7  en el barrio Kennedy de la ciudad de Bogotá. En 1975 debutó en la primera división del fútbol profesional colombiano bajo las órdenes del entrenador Gabriel Ochoa Uribe en un partido Atlético Nacional VS Millonarios en la ciudad de Medellín a la edad de 17 años, jugando para el club embajador. Alternaba sus estudios de economía en la universidad Central (Colombia) con su preparación deportiva.

## Deportes Quindío
En 1977 fue transferido al Deportes Quindío para jugar un torneo en el equipo reserva, que era dirigido por Roberto Urrutia, quien es además quien le da la oportunidad de jugar en el equipo profesional del conjunto cafetero en un partido contra Deportes Tolima en la ciudad de Ibagué marcando la punta la izquierda. Esa noche hizo el pase gol con el que el equipo ganó el partido. desde ese partido Romero fue considerado jugador titular del equipo y fue convocado por primera vez a una selección Colombia para enfrentar los Juegos Bolivarianos de 1977, que se disputaron en La Paz, Bolivia.
En 1978 fue convocado por la selección que enfrentaría los Juegos Centroamericanos y del Caribe con las divisiones menores. En 1980 Eduardo Retat convocó a Romero para conformar la selección que enfrentaría los Juegos Olímpicos de Moscú, esa selección estuvo conformada por: Carlos "Tribilín" Valencia, Hebert González, Astolfo Romero, Henry Viafara, Gilberto García, Jorge Porras, Norberto Peluffo, Pedro Sarmiento, José Eugenio Hernández, Benjamín Cardona, Radamel García, Israel Viloria, Hebert Armando Ríos, Alexis García, Fernando Fiorillo, Carlos Molinares Saumeth y Luis Pérez.

## Deportivo Cali
Después de disputar los Juegos Olímpicos Romero volvió al Quindío y meses después fue convocado a la selección de mayores por Carlos Bilardo para jugar las eliminatorias al Mundial de Fútbol de 1982, Al regresar de la primera convocatoria en 1980, Romero fue comprado por el Deportivo Cali y para ese año fue una de las transacciones más importantes del fútbol colombiano.
Hizo parte de una de las mejores épocas del club azucarero, participó en la Copa Libertadores de 1981 junto a grandes figuras del fútbol suramericano como Willington Ortiz, César Arce, Javier Solarte, Pedro Zape, Ernesto Álvarez y Ricardo Ruiz. Ese equipo fue semifinalista de la Copa Libertadores. En esa edición del certamen internacional, el Deportivo Cali, venció al campeón del fútbol argentino River Plate con pase gol de Romero y Definición de Willington Ortiz.
El buen rendimiento en los torneos internacionales que se disputaron hasta 1982 llevó a Romero a ser parte de la selección Resto del Mundo, siendo convocado por Telê Santana, quien fuera técnico de la selección de Brasil en 1981 e hiciera un seguimiento al equipo Flamengo que se coronó campeón después de vencer en las semifinales al Deportivo Cali y al Club Deportivo Jorge Wilstermann de Bolivia.

## Selección Resto del Mundo 1982
El partido se jugó el 7 de agosto de 1982 en el estadio de Los Gigantes de Nueva York a beneficio de la UNICEF. Romero fue inicialista junto a figuras como Los brasileños Zico, Falcão, Junior, Sócrates y Pelé; el peruano Jaime Duarte, el italo-estadounidense Giorgio Chinaglia y el mexicano Hugo Sánchez. A ese partido también fue invitado Diego Armando Maradona, pero finalmente el argentino abandonó la concentración.
Astolfo Romero fue uno de los jugadores que disputó los 90 minutos del partido, que se jugó en cancha sintética y en el que el astro del fútbol Pelé estuvo en los minutos finales como cerebro del equipo dirigido por Santana. Al final del partido a todos los jugadores recibieron como recordatorio una medalla y los implementos utilizados en la concentración previa al encuentro. Fue después del partido que el jugador colombiano fue abordado por Pelé y el jugador peruano Ramón Mifflin para ofrecerle un traspaso al New York Cosmos, equipo con el que Pelé alcanzó los títulos de la NASL de los años 1978, 1980 y 1982, propuesta que fue truncada por el Deportivo Cali.
El partido además de contar con la presentación de las estrellas del fútbol internacional,  tenía como atractivo la interpretación del himno nacional de Estados Unidos por Frank Sinatra. Este partido, fue el primer partido en el que Astolfo Romero jugó en una cancha sintética. La concentración del partido duró 4 días y se disputó casi un mes después de haber terminado el Mundial de España 1982 que dejó como campeón a Italia.